# Třída LCU Mk IV
Třída LCU Mk IV jsou vyloďovací čluny indického námořnictva. Mezi jejich úkoly patří provádění vyloďovacích operací a humanitární mise. Celkem bylo postaveno osm jednotek této třídy. Do služby byly přijaty v letech 2017–2021.

## Stavba

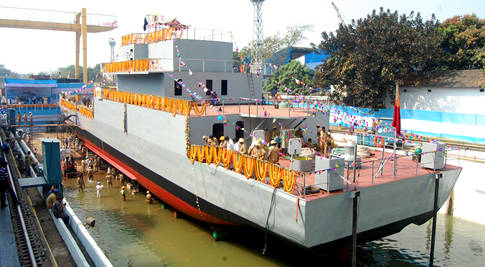
Rozestavěná šestá jednotka třídy

Vývoj a stavba osmi jednotek této třídy byly objednány v září 2011. Všechny navrhla a staví indická loděnice Garden Reach Shipbuilders & Engineers (GRSE) v Kalkatě. Prototypové plavidlo L-51 bylo indickému námořnictvu předáno se 14měsíčním zpožděním dne 30. září 2016. Do konce roku 2018 bylo do služby přijato 5 jednotek. Poslední plavidlo bylo do služby přijato v březnu 2021.
Jednotky třídy LCU Mk IV:
| Jméno | Spuštění           | Vstup do služby   | Status  |
| ----- | ------------------ | ----------------- | ------- |
| L-51  | 12. března 2014    | 28. března 2017   | aktivní |
| L-52  | 23. září 2014      | 21. srpna 2017    | aktivní |
| L-53  | 16. ledna 2015     | 25. dubna 2018    | aktivní |
| L-54  | 23. března 2015    | 25. května 2018   | aktivní |
| L-55  | 7. prosince 2015   | 19. prosince 2018 | aktivní |
| L-56  | 12. března 2016    | 29. července 2019 | aktivní |
| L-57  | 24. listopadu 2016 | 15. května 2020   | aktivní |
| L-58  | 16. prosince 2016  | 18. března 2021   | aktivní |

## Konstrukce

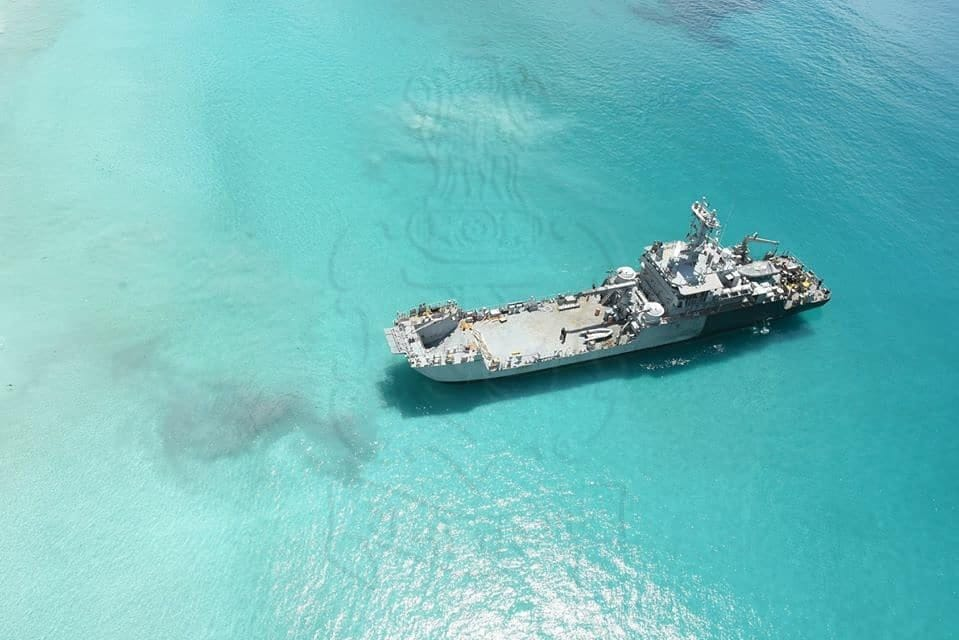
L-51

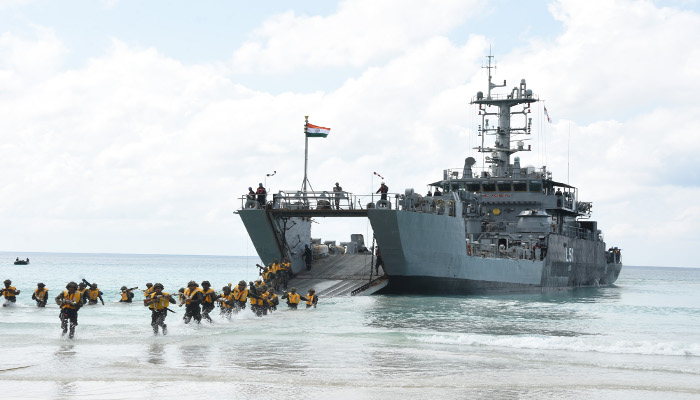
L-51

Posádku tvoří 56 osob. Plavidla mohou až přepravovat 165 vojáků a další náklad o hmotnosti až 145 tun (jeden tank či čtyři obrněné transportéry aj.). Jejich trup je postaven z ocelové slitiny AH40 a nástavby z hliníkové slitiny 5083-H112. Na plošině před můstkem jsou umístěna dvě 30mm kanóny CRN-91 s elektro-optickým systémem řízení palby Bharat Electronics EON-51. Posádka je vybavena přenosnými protiletadlovými raketovými komplety Igla. Plavidla jsou vybavena jedním malým člunem a jedním rychlým člunem RHIB na zádi. Pohonný systém tvoří dva diesely MTU 16V 4000 M53, každý o výkonu 1840 kW, pohánějící přes převodovky Reintjes WAF 763P dva lodní šrouby s pevnými lopatkami Fundivisa. Nejvyšší rychlost dosahuje 15 uzlů. Dosah je 1500 námořních mil při rychlosti 12 uzlů.